# 烔炀老街
烔炀老街位于安徽省巢湖市烔炀镇，盛时曾有四街六巷，现存丁字形街道，东西200米，南北150米，保存明清时期古民居、商铺300余间。2007年列为地级巢湖市首批文物保护单位，划入合肥后转为合肥市文物保护单位，2019年6月6日，列为第五批中国传统村落。
老街最著名的建筑李鸿章当铺，于2019年入选安徽省文物保护单位。